# Жак Леб
Жак Леб (7 квітня 1859 — 11 лютого 1924) — німецький та американський біолог та патолог.

## Біографія
Народився в Маєні в єврейській родині нащадків втікачів з Португалії від середньовічної інквізиції. Мав молодшого брата Лео Леба, також відомого патофізіолога.
Навчався в Асканійській гімназії в Берліні. Випускник медичного факультету Страсбурзького університету.
Після закінчення університету працював у лабораторії Натана Цунца в Берліні та в Адольфа Фіка у Вюрцбургу. Паралельно з роботою у Фіка він студіював фізіологію рослин у Юліуса фон Сакса. Після цих стажувань він став асистентом у фізіологічній лабораторії Фридріха Гольца.
У 1889–1891 роках працював у Неаполітанській морській біологічній станції, заснованій Антоном Дорном.
У 1891 році емігрував до США, де працював в Інституті Рокфеллера, а далі в Чиказькому університеті.
Засновник наукового журнала «Journal of General Physiology» (укр. Журнал загальної фізіології)
Жака Леба номінували на Нобелівську премію з фізіології або медицини 78 разів у 1901-1924 роках, утім премії він не здобув.